# هوتیای کابررا
هوتیای کابررا (نام علمی: Mesocapromys angelcabrerai) نام یک گونه از سرده هوتیاهای میانه است.